# Tolga Seker
Tolga Seker (* 12. Februar 1990 in Köln) ist ein deutscher Schauspieler, Moderator und Warm-Upper.

## Leben
Tolga Seker ist gelernter Rettungssanitäter. Bekannt wurde er durch seine Rolle als Rettungssanitäter in der festen Besetzung des Scripted-Reality-Formats Der Blaulicht Report, das von 2015 bis 2016 täglich von Montag bis Freitag um 14:00 Uhr auf RTL Television lief. Danach sah man Tolga Seker auf verschiedenen Sendern u. a. Sat.1, RTL II und RTL Television. Ab Sommer 2017 gehörte Tolga Seker in der Rolle des Rettungssanitäters Tolga Gül zum Teil der festen Besetzung von Auf Streife – Die Spezialisten. 2020 beendete er die Zusammenarbeit mit der Produktion filmpool.

## Filmografie

### Fernsehen
- 2015–2016: Der Blaulicht Report (RTL)
- 2016: Einsatz in Köln die Kommissare[5]
- 2017: Die Straßencops (RTL II)
- 2017: Augenzeugenreport (RTL)
- 2017: Köln 50667 (RTL II)
- 2017–2020: Auf Streife – Die Spezialisten / Ganz Nah – Die Spezialisten (Sat.1)
- 2017–2020: Klinik am Südring (Sat.1)
- 2017–2020: Klinik am Südring – Die Familienhelfer (Sat.1)
- 2018: 112 – Rettung in letzter Minute (Sat.1)
- 2020: Unter Uns (RTL)
- 2020: Tatort Köln (WDR)

### Kino
- 2020: Die Zukunft ist ein einsamer Ort
- 2020: Atemnot

### Musikvideos
- 2020: Fard Dance Baby Dance[6]

### Kurzfilme
- 2018: 3110[7]

### Werbung
- 2017: Ford Mustang Taxi[8]
- 2019: Stepstone[9]